# Каспер Јулман
 Каспер Јулман (дан. Kasper Hjulmand) је дански фудбалски менаџер и бивши играч. Тренутно је селектор фудбалске репрезентације Данске.
Као менаџер, довео је дански фудбалски клуб Нордсјеланд до њихове прве титуле у данској Суперлиги 2012. године. Након кратког боравка у Мајнцу 05, вратио се у Нордсјеланд 2016. пре него што је 2020. именован за селектора Данске, након чега је одвео репрезентацију у полуфинале УЕФА Еропског првенства 2020. Такође је квалификовао Данску за ФИФА Светско првенство 2022. и УЕФА Европско првенство 2024.

## Играчка каријера
Рођен је 9. априла 1972. у Гандрупу, малом граду са 1.500 становника око 15 километара источно од града Олборга, а одрастао је у граду Ејнингу, граду са око 3.000 становника на полуострву Тјурсланд. Његови родитељи су били учитељи. Као 19-годишњак је почео да похађа спортску академију Вејле, где је имао предмете одбојку, психологију и филозофију. Након времена проведеног на спортској академији, студирао је спортске науке на Универзитету у Копенхагену, а дипломирао је спортске науке са специјализацијом у тренерству. Кратко време је такође студирао спортски менаџмент на Универзитету Северне Флориде (УНФ) у САД.

### Клубови
Играјући на игачким позицијама дефанзивца, Јулман је започео своју каријеру у данском фудбалском клубу Рандерс Фреја 1987. где је играо четири године, а затим потписао за Херлев ИФ у зиму 1992. Играо је за Херлев ИФ две сезоне, а затим је прешао у Б.93 у зиму 1995. године. Такође је играо за Норт Флорида оспрејсе 1994. године, постигавши шест голова у 18 наступа.  После три сезоне са Б93 са 26 година Јулман је био приморан да се повуче као фудбалер због повреде колена.

## Тренерска каријера
Јулман је радио као помоћни тренер у Лингбију све док није постављен за главног тренера клуба у Супер лиги у сезони 2006/2007.
Јулман је 8. јула 2008. потписао уговор са Нордсјеландом, преузимајући позицију асистента и напуштајући клуб Лингби након 10 година рада на разним позицијама. У јуну 2011. именован је за наследника Мортена Вихорста на месту главног тренера Нордсјаленда. Под његовим вођством, тим је први пут у историји постао шампион Данске и пласирао се у групну фазу Лиге шампиона.
Јулман је 15. маја 2014. године постао главни тренер немачког клуба Мајнц 05, потписавши трогодишњи уговор. Међутим, већ 17. фебруара 2015. Данац је отпуштен због незадовољавајућих резултата клуба, који је у то време заузимао тек 14. место на табели. Скоро годину дана након отпуштања, Јулман се вратио у Нордсјеланд.
Јулман је 1. августа 2020. постављен за селектора репрезентације Данске. Под његовим вођством Данци су се такмичили на Европском првенству 2020. (одржаном 2021. због пандемије КОВИД-19), где су успели да направе сензацију и пласирају се у полуфинале турнира, где су изгубили од Енглеске резултатом. од 1:2 само у продужецима.